# إيفان مكفارلين
إيفان مكفارلين (بالإنجليزية: Ivan McFarlin)‏ مواليد 26 أبريل 1982 في ميسوري سيتي، هو لاعب كرة سلة أمريكي. بدأ مسيرته الاحترافية في سنة 2005. يبلغ طوله 6 قدم 8 بوصة (2.0 م). اعتزل اللعب في 2013.

## المسيرة الاحترافية
لعب مع جاي إس إف نانتير في الدوري الفرنسي في موسم 2005–2006، ثم لعب مع فيلادلفيا سفنتي سيكسرز في سنة 2006، ثم لعب مع بشكتاش لكرة السلة في الدوري التركي في سنة 2007.

## روابط خارجية
- إيفان مكفارلين على موقع إن بي أي (الإنجليزية)
- إيفان مكفارلين على موقع سبورتس رفرنس (الإنجليزية)
- إيفان مكفارلين على موقع كرة السلة الأوروبية.كوم (الإنجليزية)
- إيفان مكفارلين على موقع كلية كرة السلة في سبورتس رفرنس.كوم (الإنجليزية)
- إيفان مكفارلين على موقع ريلجم (الإنجليزية)
- إيفان مكفارلين على موقع بروبوليرز (الإنجليزية)
- إيفان مكفارلين على موقع سبورتس رفرنس (الإنجليزية)